# Scotinophara tarsalis
Scotinophara tarsalis är en insektsart som först beskrevs av Vollenhoven 1863.  Scotinophara tarsalis ingår i släktet Scotinophara och familjen bärfisar. Inga underarter finns listade i Catalogue of Life.